# Live Loud
『Live Loud』（ライブ・ラウド）は、THE YELLOW MONKEYのライブ・アルバム。2021年2月3日発売。発売元はワーナーミュージック・ジャパン（ATLANTICレーベル）。

## 解説
THE YELLOW MONKEY 30th Anniversary DOME TOURのナゴヤドーム公演、京セラドーム公演、THE YELLOW MONKEY 30th Anniversary LIVEの東京ドーム公演で演奏された楽曲をファン投票を参考に制作された、THE YELLOW MONKEY2枚目のライブ・アルバムである。
発売当時、サブスクには通常盤のDISC1のみ配信されていたが、2022年1月8日より初回限定盤のDISC2も加えて「Live Loud -Complete Editon」として配信された。それを記念して同日からYouTubeにてLive Loud(初回限定盤も含む)に収録されている曲(ただしDISC2の13は除く)のライブ映像が毎日公開されていた。(順番は収録されている曲の通り)

## 収録曲
| 全作詞・作曲: 吉井和哉。 |                      |           |            |          |      |
| #                        | タイトル             | 作詞      | 作曲・編曲 | 録音公演 | 時間 |
| 1.                       | 「ALRIGHT」          | 吉井和哉  | 吉井和哉   | I        | 5:56 |
| 2.                       | 「SPARK」            | 吉井和哉  | 吉井和哉   | I        | 4:07 |
| 3.                       | 「太陽が燃えている」 | 吉井和哉  | 吉井和哉   | II       | 5:07 |
| 4.                       | 「砂の塔」           | 吉井和哉  | 吉井和哉   | I        | 4:43 |
| 5.                       | 「追憶のマーメイド」 | 吉井和哉  | 吉井和哉   | I        | 3:59 |
| 6.                       | 「楽園」             | 吉井和哉  | 吉井和哉   | II       | 4:32 |
| 7.                       | 「パール」           | 吉井和哉  | 吉井和哉   | III      | 3:45 |
| 8.                       | 「天道虫」           | 吉井和哉  | 吉井和哉   | II       | 3:42 |
| 9.                       | 「BURN」             | 吉井和哉  | 吉井和哉   | I        | 4:47 |
| 10.                      | 「LOVE LOVE SHOW」   | 吉井和哉  | 吉井和哉   | I        | 6:18 |
| 11.                      | 「バラ色の日々」     | 吉井和哉  | 吉井和哉   | II       | 5:29 |
| 12.                      | 「SUCK OF LIFE」     | 吉井和哉  | 吉井和哉   | I        | 7:38 |
| 13.                      | 「JAM」              | 吉井和哉  | 吉井和哉   | III      | 5:24 |
| 14.                      | 「プライマル。」     | 吉井和哉  | 吉井和哉   | III      | 4:27 |
| 15.                      | 「未来はみないで」   | 吉井和哉  | 吉井和哉   | I        | 5:17 |
| 合計時間:                | 合計時間:            | 合計時間: | 75:11      |          |      |

| 全作詞・作曲: 吉井和哉 (#10のみ菊地英昭)。 |                                                  |                              |                              |          |      |
| #                                          | タイトル                                         | 作詞                         | 作曲・編曲                   | 録音公演 | 時間 |
| 1.                                         | 「真珠色の革命時代 ~Peal Light Of Revolution~」  | 吉井和哉 (#10のみ 菊地英昭 ) | 吉井和哉 (#10のみ 菊地英昭 ) | III      | 6:30 |
| 2.                                         | 「Romantist Taste」                              | 吉井和哉 (#10のみ 菊地英昭 ) | 吉井和哉 (#10のみ 菊地英昭 ) | II       | 5:09 |
| 3.                                         | 「Balloon Balloon」                              | 吉井和哉 (#10のみ 菊地英昭 ) | 吉井和哉 (#10のみ 菊地英昭 ) | II       | 4:06 |
| 4.                                         | 「MOONLIGHT DRIVE」                              | 吉井和哉 (#10のみ 菊地英昭 ) | 吉井和哉 (#10のみ 菊地英昭 ) | II       | 4:32 |
| 5.                                         | 「LOVERS ON BACKSTREET」                         | 吉井和哉 (#10のみ 菊地英昭 ) | 吉井和哉 (#10のみ 菊地英昭 ) | I        | 5:26 |
| 6.                                         | 「SLEEPLESS IMAGINATION」                        | 吉井和哉 (#10のみ 菊地英昭 ) | 吉井和哉 (#10のみ 菊地英昭 ) | II       | 4:40 |
| 7.                                         | 「Four Seasons」                                 | 吉井和哉 (#10のみ 菊地英昭 ) | 吉井和哉 (#10のみ 菊地英昭 ) | II       | 4:58 |
| 8.                                         | 「熱帯夜」                                       | 吉井和哉 (#10のみ 菊地英昭 ) | 吉井和哉 (#10のみ 菊地英昭 ) | III      | 5:03 |
| 9.                                         | 「"I"」                                          | 吉井和哉 (#10のみ 菊地英昭 ) | 吉井和哉 (#10のみ 菊地英昭 ) | I        | 3:46 |
| 10.                                        | 「Horizon」                                      | 吉井和哉 (#10のみ 菊地英昭 ) | 吉井和哉 (#10のみ 菊地英昭 ) | I        | 5:02 |
| 11.                                        | 「Father」                                       | 吉井和哉 (#10のみ 菊地英昭 ) | 吉井和哉 (#10のみ 菊地英昭 ) | I        | 5:13 |
| 12.                                        | 「悲しきASIAN BOY」                              | 吉井和哉 (#10のみ 菊地英昭 ) | 吉井和哉 (#10のみ 菊地英昭 ) | I        | 6:03 |
| 13.                                        | 「Wedding Dress～マリーにくちづけ」(Bonus Truck) | 吉井和哉 (#10のみ 菊地英昭 ) | 吉井和哉 (#10のみ 菊地英昭 ) | IV       | 9:19 |
| 合計時間:                                  | 合計時間:                                        | 合計時間:                    | 69:47                        |          |      |

録音公演
- I: 2019年12月28日 ナゴヤドーム公演
- II: 2020年2月11日　京セラドーム大阪公演
- III: 2020年11月3日 東京ドーム公演
- IV: 2017年12月28日 福岡ヤフオク!ドーム公演

### 解説
Disc 1
1. ALRIGHT
曲中にメンバー紹介が収録されている
2. SPARK
3. 太陽が燃えている
4. 砂の塔
5. 追憶のマーメイド
次曲と繋がっている｡
6. 楽園
7. パール
8. 天道虫
9. BURN
こちらも次曲と繋がっている｡
10. LOVE LOVE SHOW
11. バラ色の日々
曲の初めに｢Sing Loud!｣にて集めた声をスピーカーから再生された｡
12. SUCK OF LIFE
13. JAM
こちらもバラ色の日々同様｢Sing Loud!｣にて集めた声をスピーカーから再生された
14. プライマル｡
15. 未来はみないで

Disc 2
1. 真珠色の革命時代〜Parl Light Of Revolution〜
こちらも次曲と繋がっている。
2. Romantist Taste
最後少しだけ楽園が収録されている。
3. Balloon Balloon
4. MOONLIGHT DRIVE
5. LOVERS ON BACKSTREET
インディーズ時代から人気のナンバー。この曲はセンターで昔の曲とともに披露された。
6. SLEEPLESS IMAGINATION
こちらもインディーズ時代から人気のナンバー。最初Foxy Blue Loveの最後が収録されてされている。
7. Four Seasons
メンバーの後ろにはそれぞれの季節に咲く花が映し出されていた。
8. 熱帯夜
この曲は終始黄色い猿が映し出されていた。
9. "I"
この曲はTOUR'95FOURSEASONS以来再結成初披露となった。
10. Horizon
11. Father
12. 悲しきASIAN BOY
13. Wedding Dress〜マリーにくちづけ
ボーナストラックとしてメカラウロコ28で披露されたものが収録されている。Wedding Dressの前にsmileが一部収録されている。Wedding DressがLIVEで披露されるのはこれで二度目となる。